# 銅鼓客語
銅鼓客語，或稱客家語銅鼓片，是漢藏語系漢語族客家語的一個支系，主要分佈在中國江西省西北部及湖南省東部地區。

## 劃分與特點
對於客家語的劃分一般有兩個版本，而此片在這兩個版本的名稱分別為銅鼓片和銅桂片，所涉及的方言點也不同，其中于銅桂片涉及大量湖南客家語方言點。

### 1987年版《中国语言地图集》
中国社科院和澳大利亚人文科学院合编的1987年版《中国语言地图集》将中國客家語分成八個大片，銅鼓片為其中之一。
銅鼓片的客家人一般都是明末清初遷徙自閩西和粵東粵北地區，其中銅鼓客家語有“懷遠聲”的稱謂。此片分佈在銅鼓、修水、武寧、靖安、奉新、萬載、高安、宜春、瀏陽、平江等10個縣市境內。

### 2007年《客家方言的分區》
謝留文、黃雪貞在《客家方言的分區》將中國客家語分成八個大片，銅桂片為其中之一。此片共涉及湖南省和江西省28個縣市，分佈在井岡山、永新、吉安、遂川、萬安、泰和、宜豐、萬載、靖安、銅鼓、高安、奉新、修水、武寧、汝城、桂東、安仁、資興、宜章、江華瑤族自治縣、新田、江永、炎陵、攸縣、醴陵、平江、瀏陽等縣市境內。此片的特點在於調值和調型相當一致。陰平為中升或中平調，陽平是低升或低平調，上聲是低降調、去聲是高降調或高平調，陰入是低短調而陽入是高短調。此片與梅縣為代表的粵台片聲調系統極為接近。